# Jižní Afrika

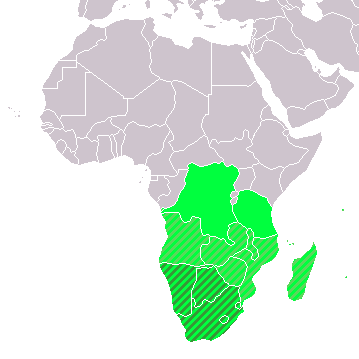
Jižní Afrika (podregion OSN)
Geografické vymezení, včetně podregionu OSN
Jihoafrické rozvojové společenství (SADC)

Jižní Afrika je region v jižní části kontinentu Afrika. Patří do ní tyto země:
- Angola
- Botswana
- Lesotho
- Madagaskar
- Malawi
- Mauricius
- Mosambik
- Namibie
- Jižní Afrika
- Svazijsko
- Zambie
- Zimbabwe

## Geografie
Jižní Afrika leží v tropickém suchém podnebném pásu, z většiny na pánvi Makarikari.[zdroj?] Od jihu jsou zde savany, polopouště a pouště.
Na západě je Namibská poušť, dále poušť Kalahari. Oblastí protékají řeky Oranžská řeka, Limpopo a Zambezi, na které též leží známé Viktoriiny vodopády. K regionu patří i četné ostrovy (Komory, Maskarény, Madagaskar).

## Zemědělství
Hlavně ve východní části regionu se hojně pěstuje vinná réva, citrusy, kukuřice, sladké brambory, pšenice, palmy olejné, tabák i rýže.

## Obyvatelstvo
Jižní Afrika je jedna z nejhustěji obydlených oblastí kontinentu. V regionu žijí Hamité, Kojsanové a Bantuové nebo méně četní Křováci, na Madagaskaru Malgašové. Žijí zde kmeny Sanů a Namů (dříve nazýváni pejorativně Hotentoti). V Jihoafrické republice tvoří celých 7 % obyvatelstva bílá rasa – jde o potomky kolonistů. Náboženské oblasti dominuje křesťanství. Na rozdíl od severní Afriky, kde je počet muslimů drtivě většinový, v jižní Africe vyznává islám jen 1 % obyvatel. Z tradičních afrických náboženství je zastoupeno lozijské náboženství, tumbukské náboženství, náboženství zulu, náboženství Sanů, rozšířené je tradiční léčitelství.

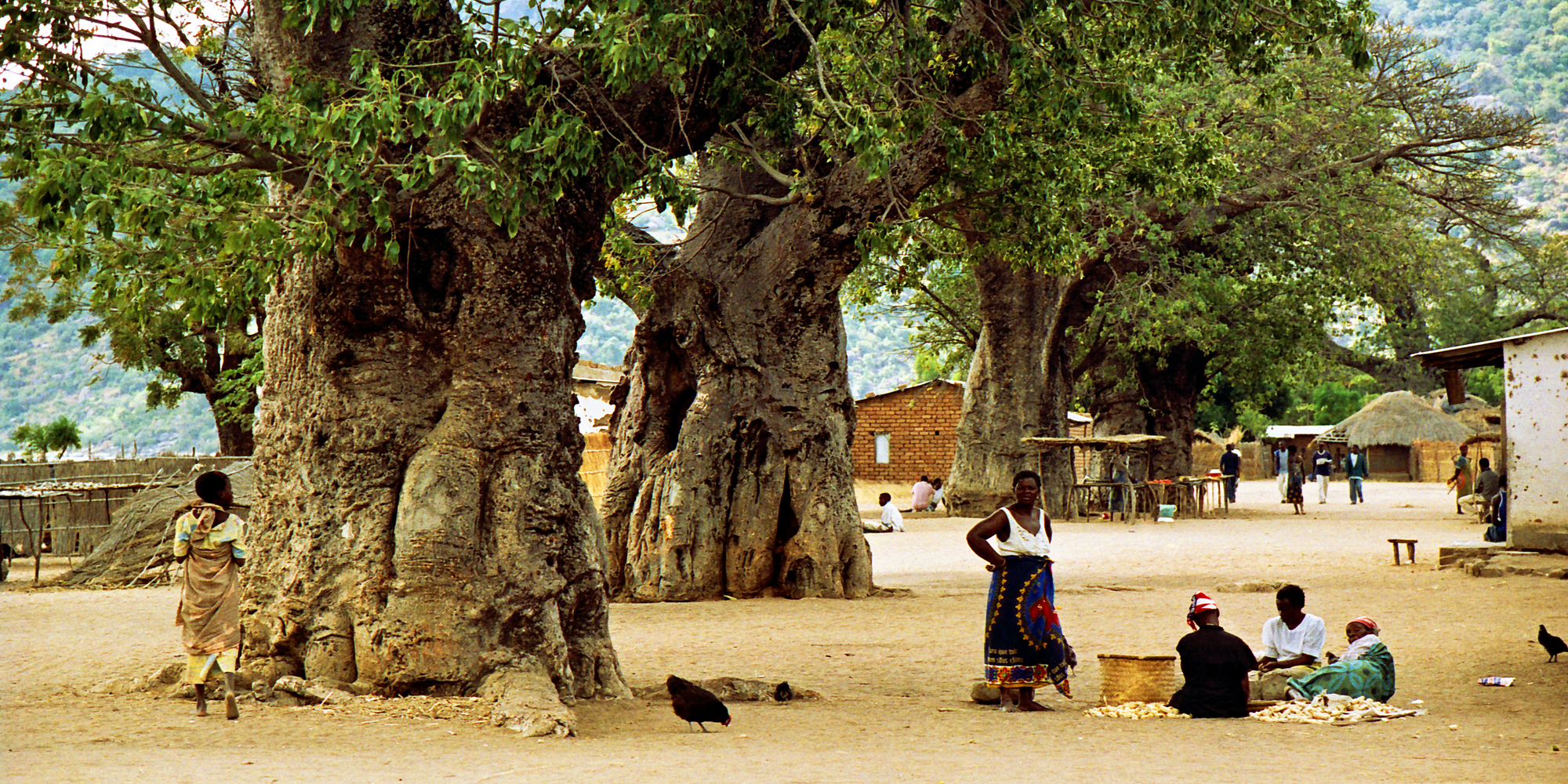
Tradiční vesnice v Malawi, jižní Afrika.

## Problematika
Doby kolonialismu nesporně poznamenaly vývoj všech států. Dnes jsou hlavními problémy korupce a pandemie viru HIV, které překážejí oblasti v ekonomickém růstu. Nalezení ekonomické a politické stability je důležitý cíl této oblasti (stejně jako většiny ostatních regionů). K podpoře tohoto snažení byla ustanovena Jihoafrické rozvojové společenství (angl. Southern African Development Community), která se stará o spolupráci jednotlivých národů.